# Ideal (музыкальная группа)
«Ideal» («Идеал») — немецкая группа западного Берлина, лидер Новой немецкой волны. Наиболее известны песни «Blaue Augen» («Голубые глаза»), «Berlin» («Берлин») и «Monotonie» («Монотонность»).

## История
В 1980 году Аннет Хумпе, Эрнст Ульрих Дойкер, Фрэнк Юрген («Эфф Йот») Крюгер и Ганс-Йоахим («Ганси») Берендт создали группу «Ideal». Аннет Хумпе вместе со своей сестрой Ингой Хумпе играла в группе «Neonbabies» до того, как перешла в «Ideal» вместе с Фрэнком Юргеном Крюгером из «X-Pectors». В мае 1980 года группа «Ideal» выпустила свой первый сингл на собственном лейбле «Eitel-Imperial» под названием «Wir stehn auf Berlin» («Мы в Берлине») / «Männer gibt’s wie Sand am Meer» («Мужчин много, как песка в море»), малый тираж которого был быстро распродан. Британская рок-группа Barclay James Harves, широко известная в Германии, дала бесплатный концерт под открытым небом 30 августа 1980 года перед зданием Рейхстага в знак благодарности многочисленным преданным немецким поклонникам. 150 000 посетителей также увидели группу «Ideal», которая играла на разогреве, и это было большим шагом к медийной популярности.
В ноябре группа «Ideal» выпустила свой одноименный LP на лейбле «Innovative Communication». Альбом достиг третьего места в немецких чартах. Как бы это ни было странно для пластинок, он должен был воспроизводиться со скоростью 45 оборотов в минуту (это скорость, предназначенная для синглов), что приводило к улучшению качества звука. Так не было сделано с последующими выпусками альбомов. Затем последовали концерты в Швейцарии и Австрии. В августе 1981 года группа «Ideal» выступила перед 22 000 поклонниками в Waldbühne Berlin .Выступление транслировалось SFB по всей стране как часть фестиваля «Rocknacht». После этого группа начала записывать второй альбом. Вместе с продюсером Конни Планком и инженером Дейвом Хатчинсом они выпустили альбом «Der Ernst des Lebens» («Суровая правда жизни»), который вышел в октябре 1981 года. В то же время дебютный альбом группы «Ideal» стал золотым, это было впервые для альбома, выпущенного на независимом лейбле.
Группа «Ideal» дала 27 аншлаговых концертов во время тура 1981/1982 годов по немецкоязычным странам. На последнем концерте тура группа получила еще одну золотую награду, на этот раз за альбом «Der Ernst des Lebens». Осенью 1982 года группа «Ideal» выпустила свой третий альбом «Bi Nuu» под руководством Мики Меузера. Он вошел в чарт в декабре 1982 года, но достиг максимально только 20-го места; эти продажи не оправдали ожиданий звукозаписывающего лейбла, и запланированный тур был отменен.
31 марта 1983 года группа «Ideal» опубликовала сообщение в СМИ через телекс: «Группа „Ideal“ распадается. С самого начала группа „Ideal“ была задумана как проект, компания, которая должна была существовать до тех пор, пока различия между отдельными участниками делали работу приятной и творческой. Наша музыка всегда была результатом столкновения четырех разных личностей, не компромисса, а создания песен, которые всем нравились. За три потрясающих года мы получили лучшее из этого созвездия». В июне 1983 года в качестве дополнения вышел «Zugabe» (Encore), концертный альбом как знак «памяти, прощального привета и благодарности всем поклонникам».
Некоторые из членов группы (Эрнст Ульрих Дойкер, Фрэнк Юрген «Эфф Йотт» Крюгер и Ганс-Йоахим «Ганси» Берендт) помогли своим коллегам － немецкой группе Alphaville －записать альбом в 1989 году, The Breathtaking Blue («Захватывающе-голубой»). Они внесли вклад в пять песен из этого альбома.
26 апреля 2007 года Франк Юрген Крюгер скончался в возрасте 58 лет после продолжительной борьбы с раком.

## Дискография

### Альбомы

###### Ideal (1980)
1. «Berlin» («Берлин») — 3:09
2. «Irre» («Сумасшедшая») — 3:54
3. «Telepathie» («Телепатия») — 5:27
4. «Blaue Augen» («Голубые глаза») — 3:27
5. «Hundsgemein» («Паршиво») — 2:14
6. «Luxus» («Роскошь») — 4:03
7. «Rote Liebe» («Красная любовь») — 2:36
8. «Da leg ich mich doch lieber hin» («Лучше я прилягу») — 4:28
9. «Telephon» («Телефон») — 3:24
10. «Roter Rolls Royce» («Красный Роллс Ройс») — 3:15

###### Der Ernst des Lebens (1981) («Суровая правда жизни»)
1. «Eiszeit» («Время льда») — 2:53
2. «Schwein» («Свинья») — 3:00
3. «Sex in der Wüste» («Секс в пустыне») — 3:38
4. «Herrscher» («Правитель»)- 3:41
5. «Feuerzeug» (Зажигалка") — 4:19
6. «Immer frei» («Всегда свободны») — 2:27
7. «Erschiessen» («Застрелить») — 3:40
8. «Monotonie» («Монотонность») — 4:44
9. «Ich kann nicht schlafen» («Я не могу спать») — 3:32
10. «Spannung» («Напряжение») — 3:00
11. «Spion» («Шпион») — 5:00

###### Bi Nuu (1982)
1. «Keine Heimat» («Нет родины») — 3:29
2. «Ask Mark Ve Ölüm» («Спроси Марка и смерть») — 2:59
3. «Tränen am Hafen» («Слезы на пристани») — 4:45
4. «Schöne Frau mit Geld» («Красивая женщина с деньгами») — 3:02
5. «Die Zweite Sonne» («Два солнца») — 3:07
6. «Wir zerstören unser Glück» («Мы разрушаем наше счастье») — 3:31
7. «Leiden und Wissenschaft» («Страдание и познание») — 3:48
8. «Ich bin nervös» («Я нервная») — 2:15
9. «Ganz in Gummi» («Полностью в резине») — 2:17
10. «Müde» («Уставшая») — 5:49

- «Zugabe» (1983) («Дополнение»)

### Сборники
- Eitel Optimal — Лучшее (1992)
- "Monotonie (2000) («Монотонность»)
- «Eiszeit» (2000) («Время льда»)